# Sickesia
Genre
Sickesia est un genre d'opilions laniatores de la famille des Stygnidae.

## Distribution
Les espèces de ce genre sont endémiques du Brésil.

## Liste des espèces
Selon World Catalogue of Opiliones (05/10/2021) :
- Sickesia helmuti Soares, 1979
- Sickesia tremembe Pinto-da-Rocha & Carvalho, 2009
- Sickesia usta (Mello-Leitão, 1941)

## Étymologie
Ce genre est nommé en l'honneur d'Helmut Sick.

## Publication originale
- Soares, 1979 : « Opera Opiliologica Varia XIII (Opiliones, Stygnidae). » Revista Brasileira de Biologia, vol. 39, no 2, p. 401–404.